# متوکسی‌پروپان‌دی‌ال
متوکسی‌پروپان‌دی‌ال (به انگلیسی: Menthoxypropanediol) یک ترکیب شیمیایی با شناسه پاب‌کم ۵۳۶۲۵۹۵ است. 